# Universitat Pontifícia Urbana
La Universitat Pontifícia Urbana, també anomenada Urbaniana, a partir de la seva denominació en llatí i en italià, és una universitat pontifícia sota l'autoritat de la Congregació per a l'Evangelització dels Pobles. La missió de la universitat és formar sacerdots, germans i germanes religioses i persones laiques al servei missioner. El seu campus està situat al turó Janícul, a Roma, a la propietat extraterritorial de la Santa Seu.

## Història
Des dels seus inicis, Urbaniana sempre ha estat una institució acadèmica de caràcter missioner que ha servit a l'Església catòlica mitjançant la formació de missioners i experts en l'àmbit de la Misiologia o altres disciplines necessàries per a l'activitat evangelitzadora de l'Església.
Els orígens de la universitat es remunten al papa Urbà VIII que va decidir establir un nou col·legi amb la seva butlla papal Immortalis Dei Filius de l'1 d'agost de 1627. El papa Urbà va ser convençut pel prelat valencià Joan Baptista Vives de la necessitat d'establir un seminari central on els joves sacerdots poguessin ser preparats per a les missions. Un col·legi internacional central permetria als sacerdots conèixer i formar relacions d'ajuda mútues en altres països. El nou col·legi es deia Collegium Urbanum pel nom del papa fundador i es posà sota la direcció immediata de la Congregació de Propaganda (ara anomenada Congregació per a l'Evangelització dels Pobles).
Per a la inauguració oficial del col·legi, Joan Baptista Vives va donar un edifici adequat a prop de la Piazza di Spagna. Sota el papa Alexandre VII, es va afegir a l'edifici l'Església dels Tres Reis Mags. Vives va establir sis beques gratuïtes, a les quals posteriorment es van afegir dotacions per altres pontífexs i prelats, especialment Innocenci XII, Climent XII, i el germà d'Urbà VIII, el cardenal Antonio Barberini.
El 1798, després de la disrupció al voltant de la creació de la República romana i de les guerres napoleòniques, el col·legi va quedar tancat i alguns dels estudiants van ser rebuts pels llatzaristes a Montecitorio. Aquest acord va durar fins al 1809, quan fins i tot aquesta última part de la universitat va ser suprimida. En 1814, no obstant això, alguns estudiants de Propaganda van ser novament rebuts pels llatzaristes, i el 1817 es va reobrir la Urbaniana. Des de 1836 fins al 1848 va operar sota la direcció dels jesuïtes.
A principis del segle xx, el Col·legi Urbà es trobava encara al Palau de Propaganda Fide a la Piazza di Spagna. En aquest moment, el nombre mitjà dels seus estudiants residents era d'uns cent deu. Aquests estudiants residents provenien necessàriament de països que quedaven sota la responsabilitat de la Propaganda. Llavors, com ara, però, la Urbaniana operava les seves pròpies escoles, a les quals assisteixen altres estudiants no subjectes a la Congregació per a l'Evangelització dels Pobles. De fet, des de 1966, l'Urbaniana ha acceptat l'afiliació de seminaris i instituts de filosofia, teologia, missiologia i dret canònic de tot el món. El nombre total d'estudiants educats sota els auspicis de l'Ubanià era al voltant de cinc-cents el 1910.
El 1926, el Col·legi es va traslladar de la seva casa històrica a la Piazza di Spagna al seu campus actual al Janiculum, amb vistes a la plaça de Sant Pere. La seva primera seu era un edifici relativament modest, però ara està allotjat en un grup d'edificis molt ampliat.
La universitat va rebre el títol de "pontifici" amb motu proprio Fidei propagandae del Papa Joan XXIII, l'1 d'octubre de 1962.

### Tradicions
Al segle xvii, Alexandre VII va instituir una tradició de fer jurar a tots els estudiants, obligant-los a romandre sota la jurisdicció de la Propaganda, a no entrar en un orde religiós sense un permís especial, i tornar després de la seva ordenació al sacerdoci a les diòcesis o les províncies per dedicar-se al ministeri sagrat i enviar cada any a Europa, o cada segon any, un informe del seu treball apostòlic. A principis del segle xx, aquesta pràctica encara es feia: cada estudiant graduat (alumno), allà on pogués estar en la recerca del seu ministeri, estava obligat a escriure una carta al cardenal prefecte cada any per fer-li saber com progressava el seu treball i com anava. L'Enciclopèdia Catòlica informa que el cardenal solia respondre immediatament amb «una carta d'ànim i consell patern».
A principis del segle xx, era habitual que el Col·legi Urbà celebrés una "Accademia Polyglotta" solemne a l'Epifania per simbolitzar la unitat mundial de l'Església catòlica. En aquest esdeveniment, els estudiants de Propaganda recitarien poemes en les seves respectives llengües maternes per delit dels convidats.

## Activitat

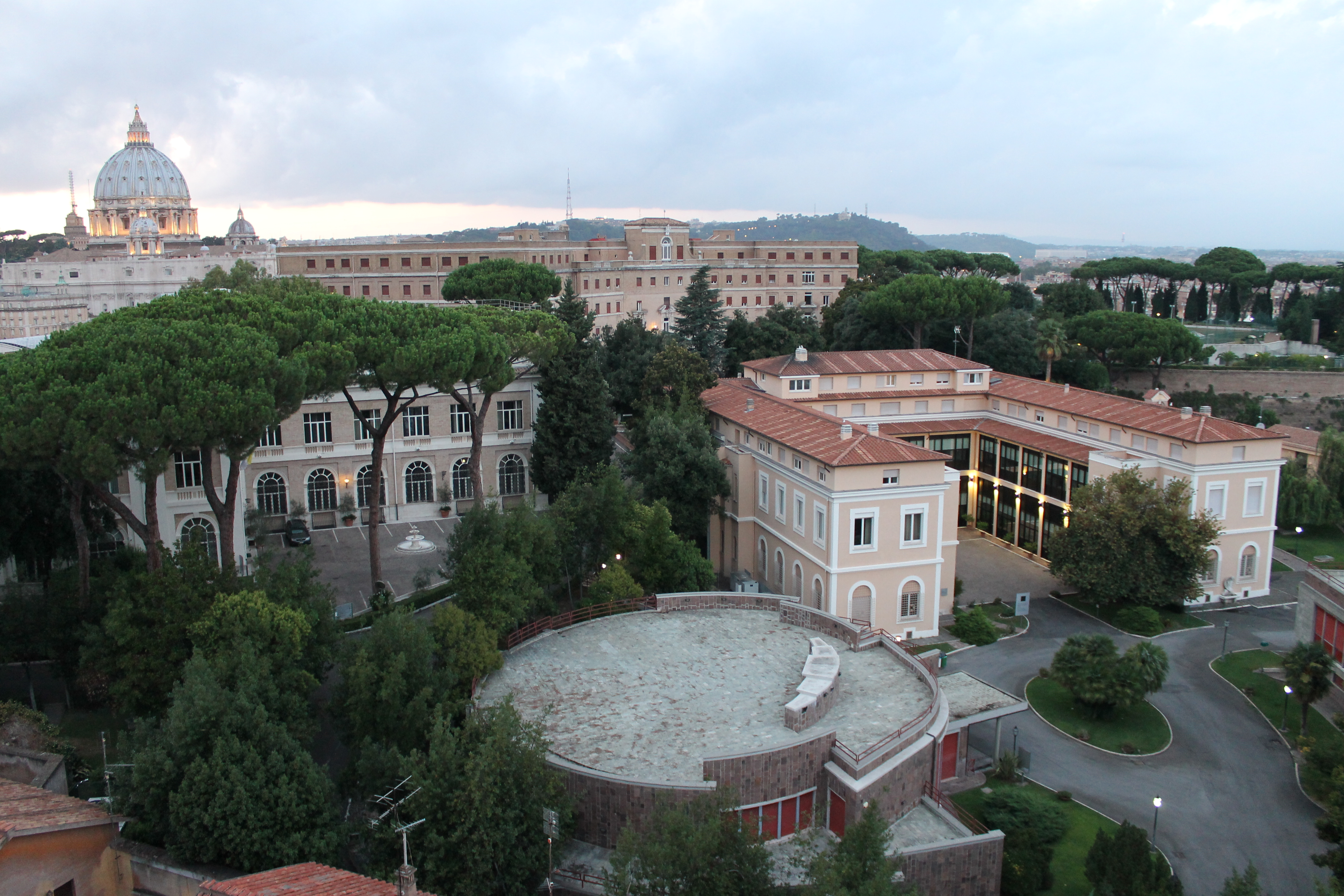
Vista del campus de la Universitat Urbaniana des del sud

### Facultats
La universitat, situada al turó Janícul de Roma, té quatre facultats: la facultat de teologia, la facultat de filosofia, la facultat de dret canònic i la facultat de missiologia. Les facultats de teologia i filosofia són tan antigues com la pròpia institució, mentre que les facultats de dret i de missiologia són més recents. L'Institut Missioner va ser fundat l'1 de setembre de 1933 i es va dividir en les dues facultats de dret canònic i de missiologia el 25 de juliol de 1986.
A partir de 2004, la universitat va educar a uns 1400 estudiants entre aquestes quatre facultats.

### Biblioteca
La biblioteca actual de l'Urbaniana es va formar a partir de dues col·leccions preexistents: la històrica Biblioteca del Col·legi Urbà i la Biblioteca Pontifícia Missionera, que es van unir el 1979. En l'actualitat la biblioteca combinada conté prop de 350.000 volums, incloent més de 9.000 directament accessibles a sales de lectura; 800 revistes actuals i prop de 4.000 arxius; prop de 50.000 microfitxes; i documents de diversos arxius especialitzats. A la biblioteca hi ha al voltant de 1.500 incunables de finals de l'Edat Mitjana, una col·lecció d'atles rars, mapes geogràfics impresos al segle xvi i catecismes missioners del segle xvi en endavant. La biblioteca destaca sobretot per les seves col·leccions xineses i pels recursos de l'Antic i del Nou Testament.

### Premsa universitària
La Premsa Universitària Urbana s'ocupa de publicar tant per a la universitat com per a la Congregació per a l'Evangelització dels Pobles. Tot i que actualment funciona d'acord amb els criteris de publicació universitària moderna, deriva d'una tradició que es remunta als orígens mateixos de la Universitat Urbaniana i de la Printing House de la Congregació de Propaganda Fide. Actualment, la UUP publica les publicacions següents: Euntes Docete, la revista científica de la universitat, Ius Missionale, l'anuari de la Facultat de Dret Canònic i Bibliographia Missionaria, una revista comissariada pel director de la Biblioteca. A més d'aquests, cada any la premsa imprimeix els Annales de la universitat, que serveixen per revisar i registrar la vida acadèmica i no acadèmica de la universitat i la seva facultat.

### Administració
Mentre que la universitat és propietat i opera per la Congregació per a l'Evangelització dels Pobles, el prefecte del qual és canceller de la universitat ex officio, com a centre d'educació superior està regulat per la Congregació per a l'Educació Catòlica. El Cardenal Fernando Filoni, actual Prefecte de la Congregació per a l'Evangelització dels Pobles, és el rector; el vicerector és l'arquebisbe Savio Tai Fai, secretari de la mateixa congregació.
En els seus primers temps, el rector de la universitat solia ser un teatí i servia de rector de tots els habitants del Palazzo di Propaganda Fide. Durant segles, no obstant això, el rector era un prelat secular (és a dir, no adscrit a un ordre determinat). A partir del 2015, el Rector Magnificus de l'Urbaniana és el pare Alberto Trevisiol, sacerdot de l'ordre dels Missioners de Consolata. És assistit pel pare Godfrey Igwebuike Onah com a vicerector.